# Хотнежа
Хо́тнежа — деревня в Сабском сельском поселении Волосовского района Ленинградской области.

## История
Впервые упоминается в Писцовой книге Водской пятины 1500 года как деревня Хотнеж на реке на Лемовже в Ястребинском Никольском погосте Копорского уезда.
На карте Ингерманландии А. И. Бергенгейма, составленной по шведским материалам 1676 года, она обозначена как деревня Hodonits.
На шведской «Генеральной карте провинции Ингерманландии» 1704 года — как Hottonitza.
На карте Санкт-Петербургской губернии Я. Ф. Шмидта 1770 года обозначена как деревня Хотнево.
На карте Санкт-Петербургской губернии Ф. Ф. Шуберта 1834 года упоминается как две деревни — Большие и Малые Хотнежи.

БОЛЬШАЯ ХОТНЯЖА — деревня принадлежит братьям Сахаровым, число жителей по ревизии: 29 м. п., 37 ж. п. 

МАЛАЯ ХОТНЯЖА — деревня принадлежит братьям Сахаровым, число жителей по ревизии: 31 м. п., 37 ж. п. (1838 год)

На карте профессора С. С. Куторги 1852 года обозначены две смежные деревни, Большие и Малые Хотнежи.

ХОТНЯМА БОЛЬШАЯ — деревня ротмистра Сахарова, 10 вёрст по почтовой, а остальное по просёлочной дороге, число дворов — 13, число душ — 39 м. п. 

ХОТНЯМА МАЛАЯ — деревня ротмистра Сахарова, 10 вёрст по почтовой, а остальное по просёлочной дороге, число дворов — 9, число душ — 31 м. п. (1856 год)

ХОТНЕЖА БОЛЬШАЯ — деревня владельческая при реке Лемовже, по правую сторону реки Луги, число дворов — 13, число жителей: 51 м. п., 59 ж. п. 

ХОТНЕЖА МАЛАЯ — деревня владельческая при реке Лемовже, по правую сторону реки Луги, число дворов — 10, число жителей: 29 м. п., 41 ж. п. (1862 год)

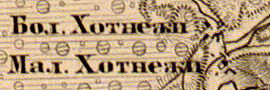
Деревня Хотнежа на карте 1863 года

Согласно карте из «Исторического атласа Санкт-Петербургской Губернии» 1863 года, деревня состояла из двух частей — Большие Хотнежи и Малые Хотнежи.
В конце XIX — начале XX века деревня административно относилась к Редкинской волости 1-го стана Ямбургского уезда Санкт-Петербургской губернии.
С 1917 по 1926 год деревни Большие Хотнежи и Малые Хотнежи входили в состав Хотнежского сельсовета Редкинской волости Кингисеппского уезда.
Согласно данным переписи населения СССР 1926 года в деревне Хотнежи Большие Лемовжского сельсовета проживали 147 человек, в деревне Хотнежи Малые — 54 человека, все русские.
С февраля 1927 года в составе Молосковицкой волости. С августа 1927 года в составе Осьминского района.
В 1928 году население деревни Большие Хотнежи составляло 215 человек.
По данным 1933 года село Большие Хотнежи являлось административным центром Хотнежского сельсовета Осьминского района, в который входили 4 населённых пункта: деревни Гостятино, Лемовша, Коряча и село Большие Хотнежи, общей численностью населения 791 человек.
По данным 1936 года в состав Хотнежского сельсовета входили 4 населённых пункта, 168 хозяйств и 4 колхоза, административным центром сельсовета было село Хотнежа.

Деревня Хотнежа на карте 1940 года

Согласно топографической карте РККА 1940 года деревня насчитывала 38 дворов. В деревне находился сельсовет.
C 1 августа 1941 года по 31 января 1944 года деревня находилась в оккупации.
С 1961 года в составе Волосовского района.
С 1963 года в составе Кингисеппского района.
С 1965 года вновь в составе Волосовского района. В 1965 году общее население деревни Хотнежа составляло 61 человек.
По данным 1966 года административным центром Хотнежского сельсовета являлась деревня Большая Хотнежа.
По данным 1973 года административным центром Хотнежского сельсовета являлась деревня Хотнежа.
По данным 1990 года деревня Хотнежа являлась административным центром Хотнежского сельсовета, в который входили 7 населённых пунктов: деревни Гостятино, Коряча, Лемовжа, Старицы, Твердять, Хотнежа и посёлок Красный Маяк, общей численностью населения 208 человек. В деревне Хотнеже проживали 26 человек.
В 1997 году в деревне Хотнеже проживали 23 человека, деревня относилась к Сабской волости, в 2002 году — 45 человек (все русские), в 2007 году — 19 человек, в 2010 году — 46 человек.

## География
Деревня расположена в юго-западной части района на автодороге 41К-048 (Извоз — Лемовжа).
Расстояние до административного центра поселения — 26 км. Расстояние до районного центра — 75 км.
Расстояние до ближайшей железнодорожной станции Молосковицы — 47 км.
Деревня находится в месте впадения реки Черезки в реку Лемовжа.

## Демография
| 1838 | 1862 | 1997 | 2002 | 2007 | 2010 | 2014 |
| ---- | ---- | ---- | ---- | ---- | ---- | ---- |
| 134  | ↗180 | ↘23  | ↗45  | ↘19  | ↗46  | ↘32  |
| 2017 |      |      |      |      |      |      |
| ↘26  |      |      |      |      |      |      |

### Национальный состав
Согласно данным Всероссийской переписи населения 2021 года в деревне проживали 24 человека, все русские.

## Достопримечательности
- 30-метровое девонское обнажение на реке Лемовже
- Церковь Покрова Пресвятой Богородицы (1896 г.), архитектор Н. Н. Никонов. Здание в псевдовизантийском стиле, в запустении

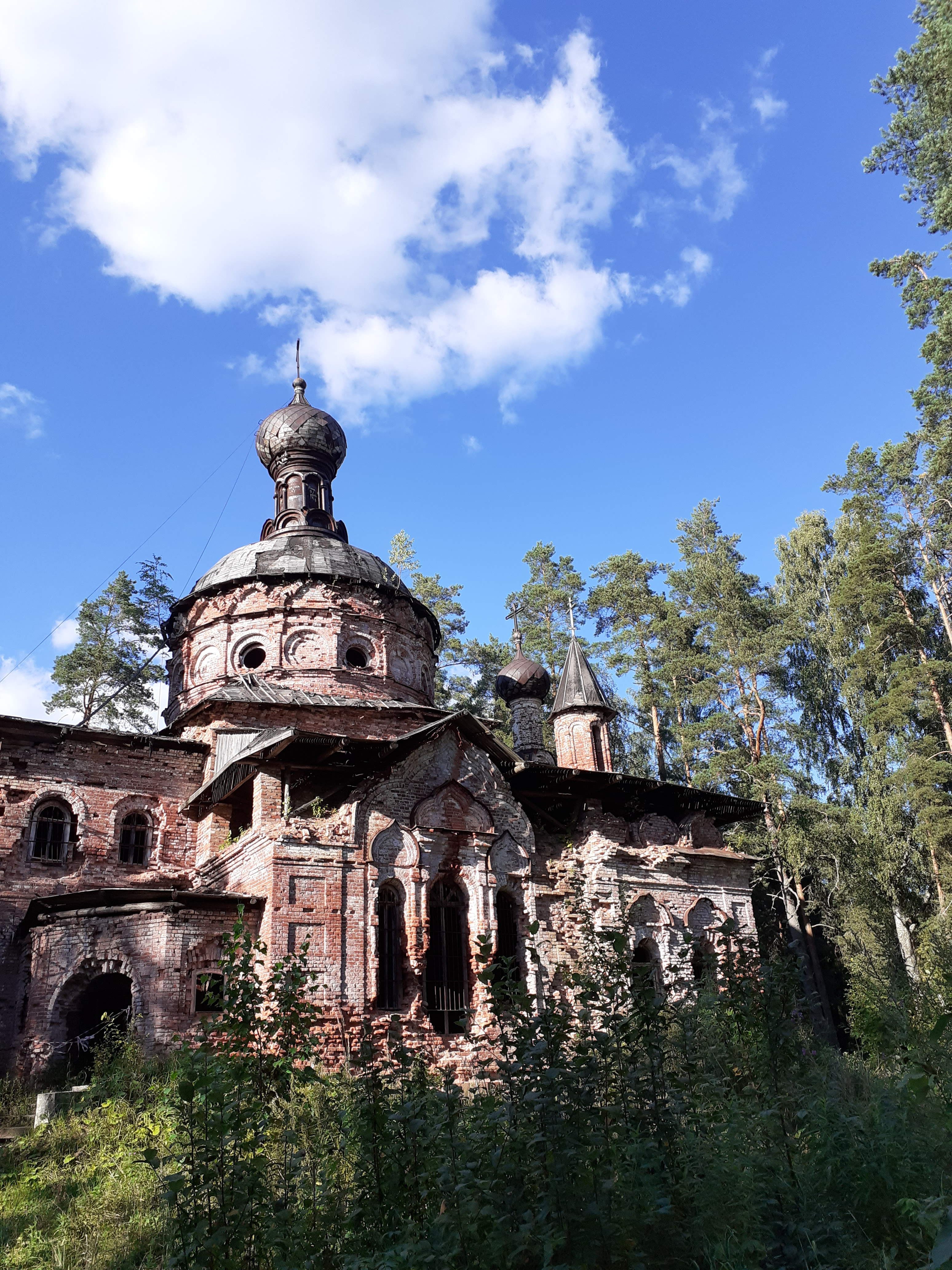
Церковь Покрова Пресвятой Богородицы. 2020 год

## Улицы
Дорога на Лемовжу, Луговая, Ополченцев, Покровская, Старый Мост.